# Las bribonas
Las bribonas es una zarzuela en un acto, dividido en cinco cuadros, con letra de Antonio Martínez Viérgol y música del maestro Rafael Calleja Gómez. Se estrenó con gran éxito en el Teatro Apolo de Madrid, el 10 de junio de 1908. Se clasifica como género ínfimo —una modalidad del género chico— por su breve duración y carácter picante.

## Entorno de la obra
Esta obra se la considera un ejemplo de como la sicalipsis se había ido adueñando poco a poco de los escenarios madrileños, influyendo en géneros como la revista musical (de evidente corte político), y la zarzuela de género chico, la cual había comenzado a decaer a principios del siglo XX.
El libretista, Antonio Martínez Viérgol, afamado periodista radical, utiliza una trama de corte realista y anecdótico, para realizar una obra satírica y crítica, que fustiga a las beatas con toda su parafernalia cursi y gazmoña, creando tipos muy bien conseguidos y dibujados, a la par que logrando situaciones de gran comicidad y bien planteadas escénicamente.
En la parte musical, se puede apreciar la gran facilidad melódica de Rafael Calleja, al crear números ligeros y llenos de inspiración, que se adaptan perfectamente a la obra, no solo ilustrándola, sino dándole todo el carácter y el ambiente que requiere esta obra.

## Argumento
La acción se sitúa en el imaginario pueblo de Villa Estropajosa, en la época del estreno (1908)

### Acto único

#### Cuadro primero
En el despacho del alcalde, el señor Higinio, comenta con sus ayudantes el escándalo que ha causado en el pueblo la llegada de una compañía de Variedades, para hacer unas funciones en el Casino.
Llegan al despacho las Beatas, presididas por Doña Desideria, la mujer del alcalde, criticando a la compañía y sus miembros, y pidiendo que los expulsen del pueblo lo antes posible. 
Ante este dilema, Higinio decide convocar a la Junta y pedirles su aprobación para poder desentenderse del problema; en ese momento llega Liborio, el sacristán, el cual lo socorre con la idea de que convenza a la compañía para que realice una función a beneficio de los niños pobres, entregando la recaudación a las beatas. 
Los miembros del consejo llegan. Cuando comienza la sesión, hacen acto de presencia los miembros de la compañía, presentando sus respetos y haciendo una demostración del repertorio que traen, quedando todos encantados.

#### Cuadro segundo

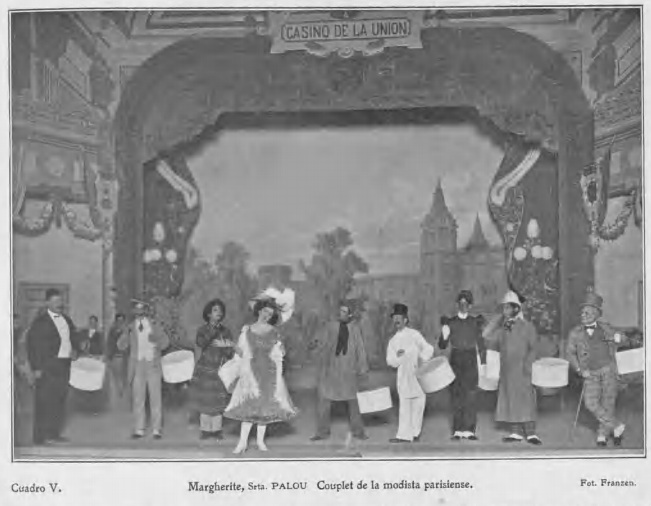
Couplet de la modista parisiense; fotografía de Franzen (1908)

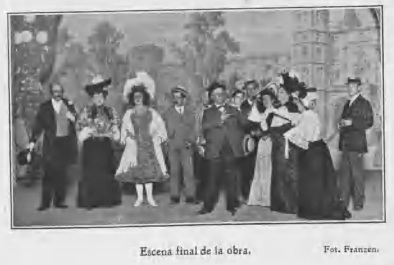
Escena final de la obra; fotografía de Franzen (1908)

En casa del alcalde, doña Desideria reúne a las beatas para organizar un plan contra la compañía de variedades. Llega Liborio acompañado de una de ellas, en concreto de Trini "La Jerezana".
Exponen, ante las beatas, que la compañía pretende hacer una función a beneficio de los niños pobres y entregarles toda la recaudación de la función, además de dejar que el negro que traen con ellos sea bautizado también. 
Las beatas aceptan esta proposición con alegría y ven con curiosidad una demostración musical por parte de Trini.

#### Cuadro tercero
En la posada, en el cuarto donde se hospeda madmoiselle Margherite, llega Higinio a hacerle una pequeña visita. Durante un diálogo con ella, en la que la ayuda a ponerse las botas, descubre que el negro que traen, en realidad es un blanco, llamado Domingo, el cual es marido de la cupletista. Él les explica que se disfraza de negro como reclamo para atraer público a las funciones.
Llaman a la puerta y oyen la voz de doña Desideria, la cual viene enfurecida, buscando a Higinio. Él esconde en el baño y la hacen pasar. Ella lo busca frenéticamente, pero Margherite y su marido, la convencen de que no está, que solo tienen de compañía al negro. Desideria pide llevarse al negro y sacan del baño a Higinio, convertido en el negro, al cual se lleva.

#### Cuadro cuarto
En una calle del pueblo, Higinio causa furor entre los mozos y mozas, que piden que cante y baile. Llega un alguacil y los dispersa, descubriendo al final que el negro en realidad es el señor Higinio, el cual se ha disfrazado así para poder huir de las iras de su mujer.

#### Cuadro quinto
Se celebra la función en el casino del pueblo, con un lleno absoluto. En uno de los palcos están las beatas acompañadas de todas las autoridades. Al acabar el último número, salen las cupletistas y le entregan el dinero, entre el regocijo de todos. La obra concluye con la felicidad general y las beatas reconociendo que las bribonas "en medio de todo, son unas infelices"

## Números musicales
- Acto único[3]
  - Preludio (orquesta)
  - Coro de beatas: "Señor don Higinio, la cosa es muy grave"
  - Cuarteto y baile inglés: "Muy buenos días"
  - Intermedio (orquesta)
  - Tientos: "¡Ay! ¡Ay! Mira tú si yo a ti te querré"
  - Intermedio (orquesta)
  - Couplets del negrito: "Señora alcaldesa"
  - Couplet de la modista: "Yo soy modista en París"
  - Baile de la rumba y fin de la obra (orquesta)

## Personajes principales
- Madmoiselle Margherite, cupletista francesa (tiple cómica)
- Trini "la Jerezana", cantadora y bailadora flamenca (tiple)
- Doña Desideria, mujer del alcalde y presidenta de las beatas (actriz)
- Higinio, alcalde y esposo de Desideria (actor)
- Liborio, sacristán y amigo de Higinio (tenor cómico)
- Domingo, negro falso de la compañía y marido de Margherite (actor)